# Friendship, Tennessee
Friendship är en ort i Crockett County i delstaten Tennessee, USA.